# シャークヘルメット
シャークヘルメット（Shark helmets）は、フランス・マルセイユに本社を置くフランスのヘルメットメーカーである。

## 概要
シャークヘルメットは1929年に創立。オートバイ・ロードレース最高峰の世界グランプリ500ccでは1988年にフランス人ライダーのレイモン・ロッシュが使用し始め、彼は1990年のスーパーバイク世界選手権をシャークヘルメット着用で戦いシリーズチャンピオンを獲得した。2000年代ではアレックス・バロスやオリビエ・ジャックがMotoGPにて着用。2020年代では安全性においてイタリアのAGVやSuomy、日本のアライやSHOEIに匹敵する。
2017年にNOLANを買収した。

## 主なユーザー（過去に使用したものも含む）
- レイモン・ロッシュ（WGP500 / World Superbike）
- オリビエ・ジャック（WGP500 / MotoGP）
- アレックス・バロス（MotoGP）
- ランディ・ド・プニエ（MotoGP）
- トロイ・コーサー（World Superbike）
- カール・フォガティ（World SuperBike)
- ミゲール・デュハメル（英語版）（AMA Superbike）
- ヨハン・ザルコ（MotoGP)
- スコット・レディング（MotoGP)
- ホルヘ・ロレンソ  (MotoGP)